# Cuza Vodă (Constanța)
Pour les articles homonymes, voir Cuza Vodă.
Cuza Vodă est une commune du județ de Constanța en Roumanie.